# Unterland (Lichtenštejnsko)
Unterland neboli Dolní země je region a volební obvod (Wahlkreis Unterland) v Lichtenštejnsku.
Unterland je tvořen obcemi Eschen, Gamprin, Mauren a Ruggell a obcí Schellenberg na Eschnerbergu. K roku 2019 měl region 13 986 obyvatel (36 % populace Lichtenštejnska) a rozlohu 35,0 km² (22 % rozlohy Lichtenštejnska).

## Historie

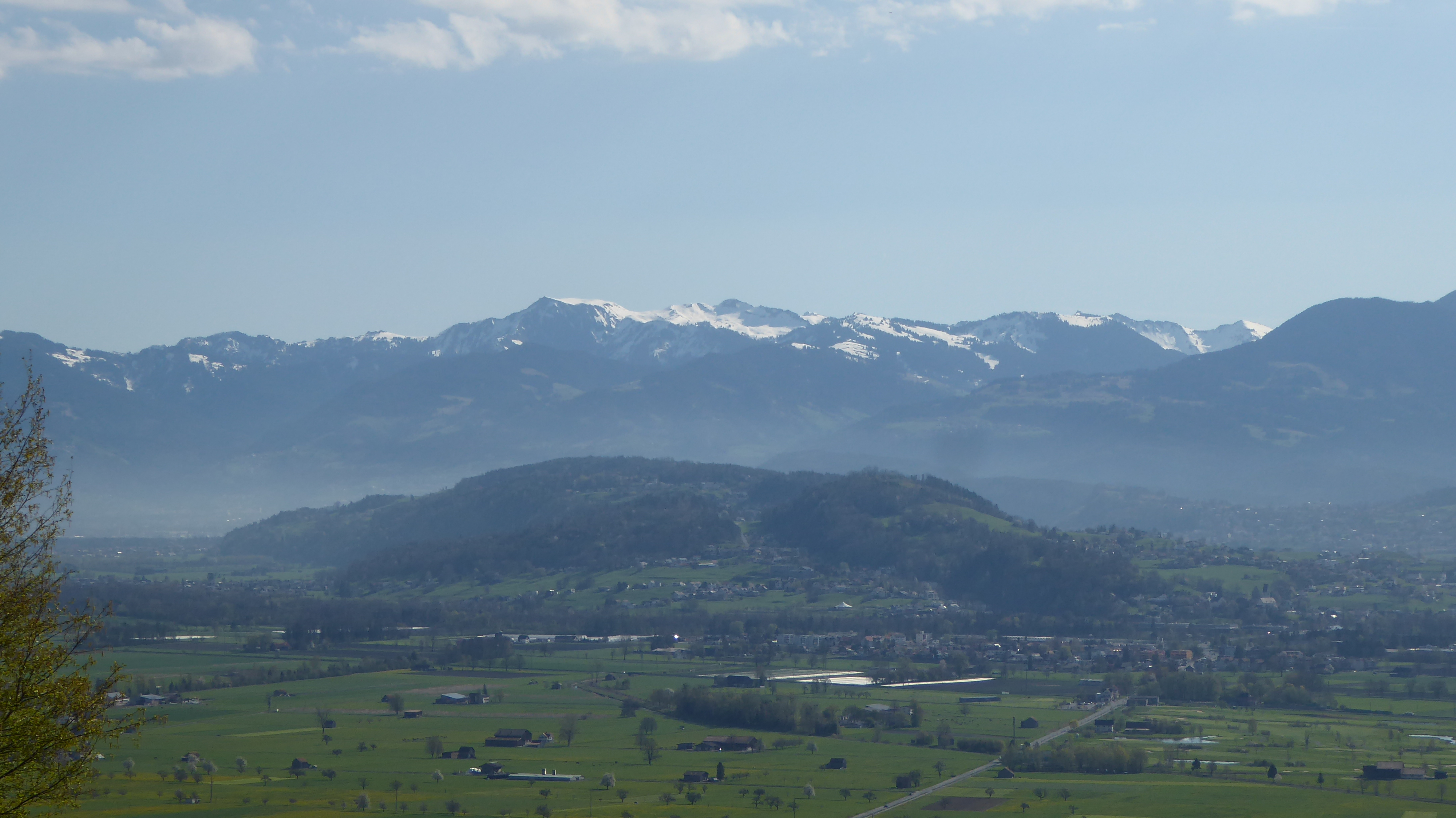
Pohoří Eschnerberg, bezprostředně před ním je pahorek Gamprin-Bendern a vpravo Eschen, za Eschnerbergem je Rakousko

Unterland je severní část Lichtenštejnského knížectví a zaujímá de facto totožné území s někdejším panstvím Schellenberg. Termíny Unterland a Oberland se ustálily zřejmě až ve druhé polovině 19. století. Do té doby nejpozději od počátku 18. století byly označovány jako Untere a Obere Landschaft (tj. Dolní a Horní kraj). V roce 1848 Karl Schädler a zemský fojt Johann Michael Menzinger uvažovali o připojení obcí Schaan a Planken k menšímu Unterlandu.
Po poklesu hodnoty rakouského zlatého, který byl v Lichtenštejnsku používán od roku 1859, byl nevýhodný obchod se sousedním Švýcarskem a nastala politická krize. V Oberlandu bylo požadováno zavedení stabilnější zlaté měny, jako ve Švýcarsku. Unterland, který obchodoval primárně s Vorarlberskem a byl většinou pro zachování předchozího systému, prosadil své zájmy proti většímu Oberlandu, což v roce 1878 vedlo k vytvoření dvou nezávislých volební obvody. Od té doby garantovaný počet členů zemského sněmu a členů vlády garantoval Unterlandu jeho menšinová práva.

## Hranice s Oberlandem

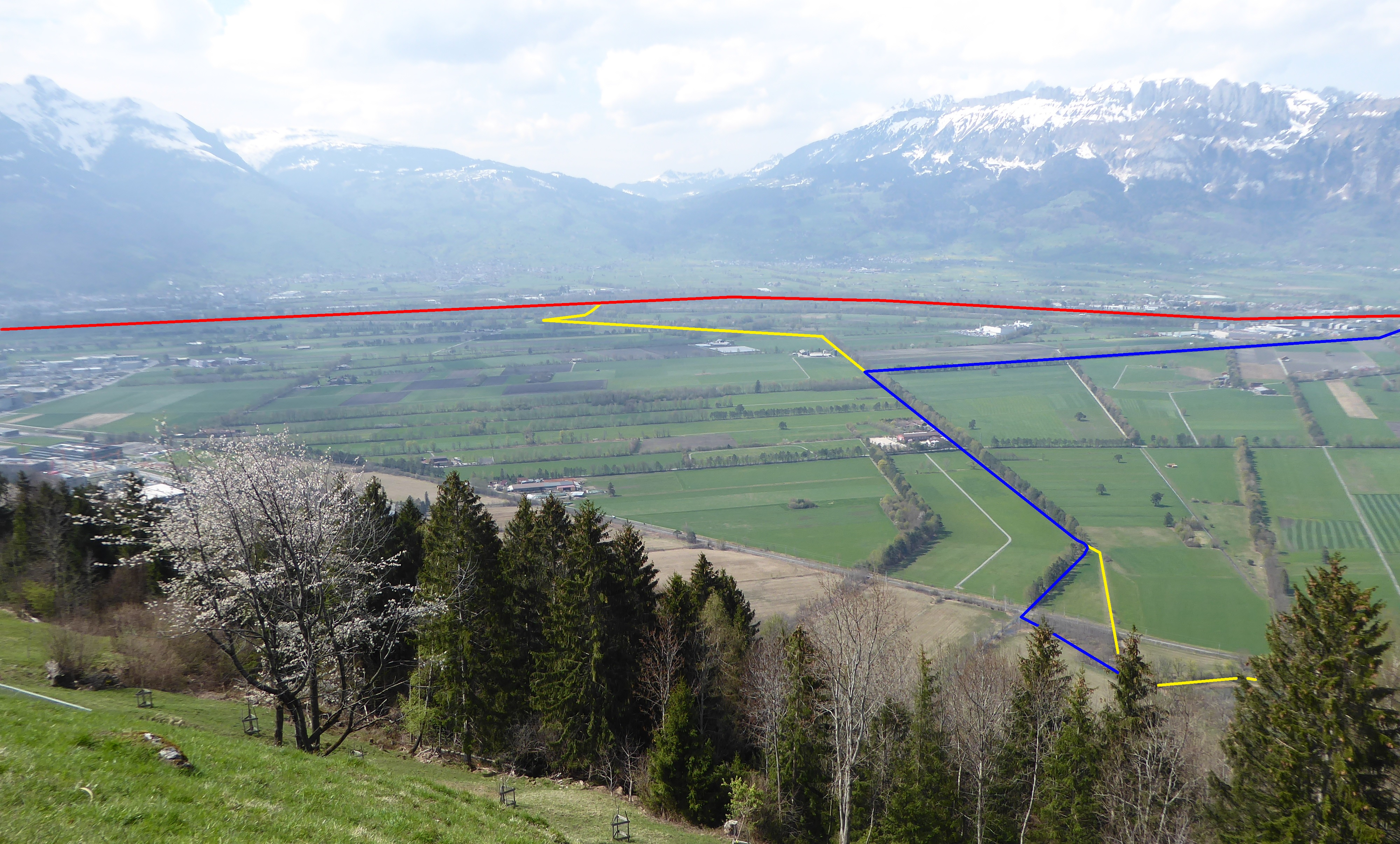
Pohled z Plankenu na hranici mezi Oberlandem (vlevo) a Unterlandem (vpravo).
Modrá: tok řeky Scheidgraben
Žlutá: hranice mezi Oberland a Unterland na západ a východ od Scheidgrabenu
Červená: hranice mezi Lichtenštejnskem a Švýcarskem

Hranici mezi dolní a horní zemí tvoří především řeka Scheidgraben. Ta pramení v přírodní rezervaci Schwabbrünnen-Äscher, protéká ve směru východ-západ přes velké rašeliniště mezi Eschenem a Schaanem a ústí do Liechtensteiner Binnenkanal (Lichtenštejnského vnitrozemského kanálu). V současnosti je však Scheidgraben v krajině téměř nepostřehnutelný, na rozdíl od obou částí země, které jsou jasně odděleny rašeliništěm.

## Administrativní dělení
| Mapa | Obec | Obec   | Obec         | Populace | Rozloha  |
| Mapa | Znak | Vlajka | Název obce   | Populace | Rozloha  |
| ---- | ---- | ------ | ------------ | -------- | -------- |
|      |      |        | Eschen       | 4 313    | 10,3 km2 |
|      |      |        | Gamprin      | 1 657    | 6,1 km2  |
|      |      |        | Mauren       | 4 189    | 7,5 km2  |
|      |      |        | Ruggell      | 2 146    | 7,4 km2  |
|      |      |        | Schellenberg | 1 053    | 3,5 km2  |